# Zdzisław Pruss
Zdzisław Pruss (ur. 5 września 1942 w Wiśniewie, powiat koniński) – poeta, dziennikarz, satyryk.

## Życiorys
Od 1954 związany z Bydgoszczą. Studia filologii polskiej ukończył na Uniwersytecie Mikołaja Kopernika w Toruniu, w latach 1965–1991 redaktor rozgłośni Polskiego Radia w Bydgoszczy, od 1991 w Dzienniku Wieczornym. 
Od czasów studenckich prowadzi ożywioną działalność estradową jako twórca kabaretów literackich (O-Wady. Eksces Wieczorny, Piąte Koło), autor tekstów, wykonawca, konferansjer. W 1978 Teatr Polski w Bydgoszczy wystawił pełnospektaklowe widowisko kabaretowe jego autorstwa (Wszystko do Desy, reż. A. Walden i J. Błeszyński). Od 1996 jest autorem dorocznych Bydgoskich Szopek (Kawiarnia Artystyczna Węgliszek). Od 1964 publikuje wiersze i drobne formy satyryczne. Laureat kilku konkursów literackich (m.in. na słuchowisko).
Członek Stowarzyszenia Autorów ZAiKS i Stowarzyszenia Pisarzy Polskich. Odznaczony Złotym Krzyżem Zasługi za zasługi dla rozwoju czytelnictwa.
Z inicjatywy Z. Prussa, pod jego redakcją i we współautorstwie powstały następujące pozycje leksykonowe: Bydgoski Leksykon Teatralny (2000), Bydgoski Leksykon Operowy (2002), Bydgoski Leksykon Muzyczny (2004), Bydgoski Leksykon Literacki (2015) oraz Bydgoski Leksykon Plastyczny (2018).
Jego synem jest fotoreporter Gazety Pomorskiej – Jarosław Pruss.

## Twórczość
- Tomiki poetyckie
  - Uroczystość rodzinna, 1973
  - Najlepiej koniowi, kiedy nogę złamie, 1974
  - Ze słuchu, 1982
  - Sielanki i nekrologi, 1983
  - Adresat nieznany, 1993
  - Oddział.Wysypisko, 1996
  - Pogrzeb starej marynarki, 1999
  - Wszystko składa się z…  (Nagroda Literacka Strzała Łuczniczki na Bydgoską Książkę Roku 2004)
  - Szukanie indyków, 2006
  - Z ręką na sercu, 2007
  - Szczygieł z New Jersey, 2008
  - Tylko tyle – wybór wierszy, 2008
  - Przedostatnia sylaba, 2011
  - Rozkład jazdy, 2012
- Wiersze satyryczne, humoreski i skecze
  - Wyspy Olaboga, 1989
  - Żarty na stronę, 1998
- Wspomnienia
  - Z albumu komedianta, 1993
  - Abecadło, co w Brdę wpadło, 1995
  - Głowy i główki, 2001
  - Szopki bydgoskie, 2006